# El Bsabsa
El Bsabsa (àrab البسابسا) és una comuna rural de la província de Taounate de la regió de Fes-Meknès. Segons el cens de 2014 tenia una població total de 8.019 persones.